# Alameda de Urquijo
La alameda de Urquijo es una calle ubicada en el centro de la villa de Bilbao. Se inicia en la Gran Vía de Don Diego López de Haro y finaliza en el estadio de San Mamés.
Obtiene su denominación como homenaje a Mariano Luis de Urquijo Muga (Bilbao, 1768-París, 1817), culto estadista de la Ilustración, que llegó a ser embajador en Londres, primer ministro de Carlos IV y ministro de Estado con José Bonaparte.

## Edificios y plazas de interés
Diversos edificios y plazas reseñables rodean la Alameda de Urquijo:
- Edificio de El Corte Inglés.
- Iglesia del Sagrado Corazón.
- Edificio Coliseo Albia.
- Edificio de Correos y Telégrafos.
- Plaza Arriquibar.
- La Alhóndiga.
- Plaza Bizkaia.
- Plaza de Indautxu.

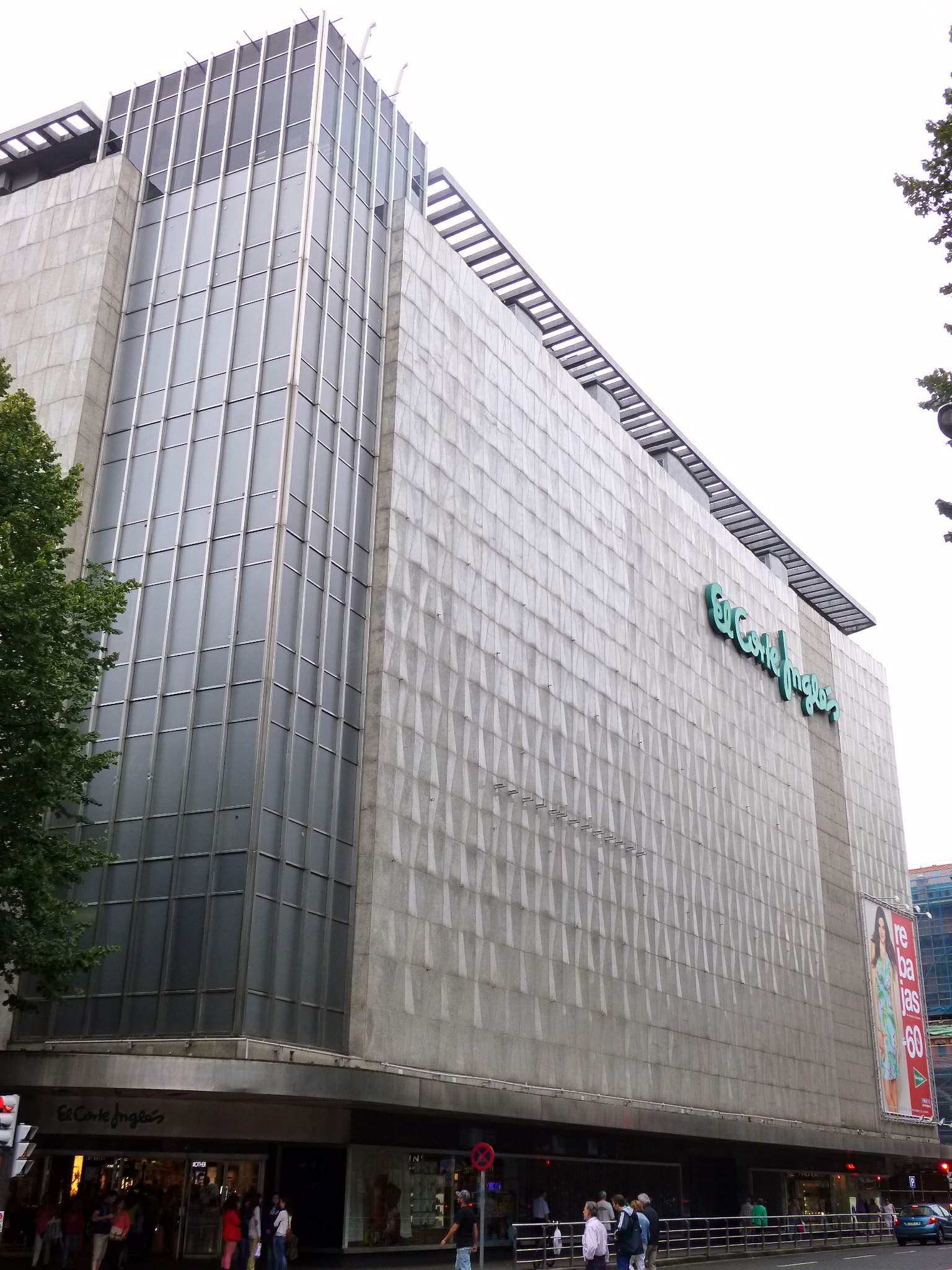
Edificio de El Corte Inglés
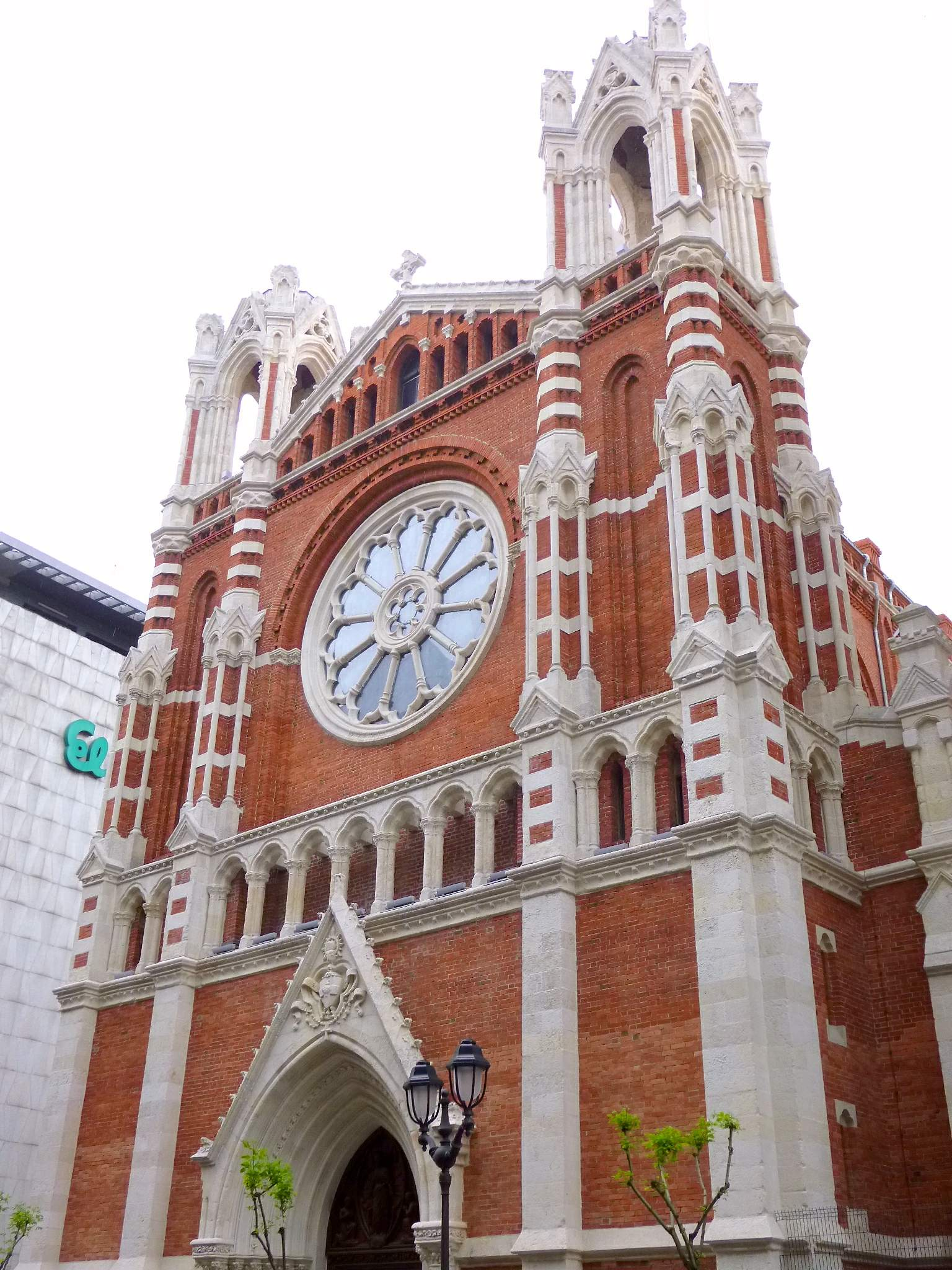
Iglesia del Sagrado Corazón
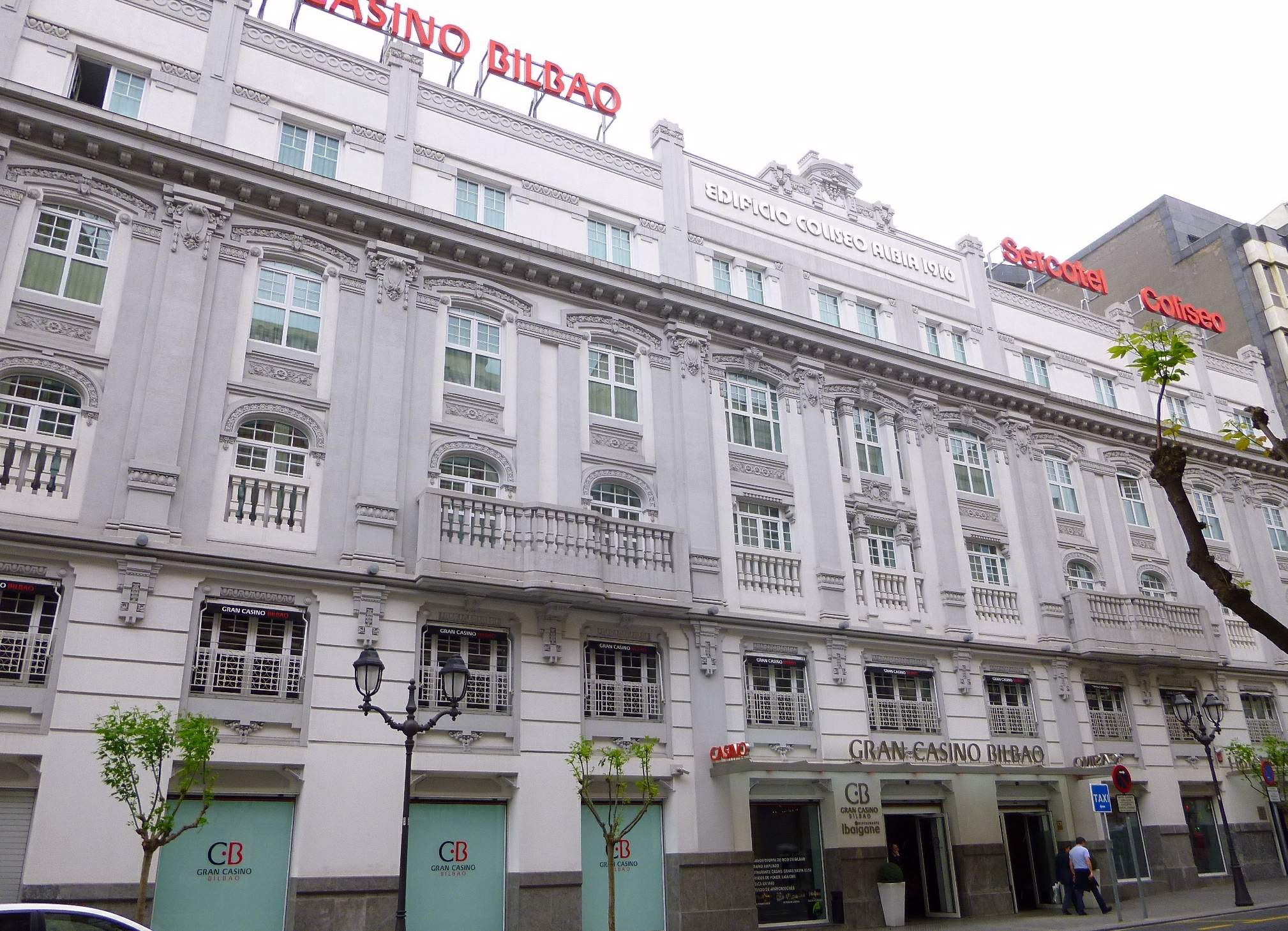
Edificio Coliseo Albia
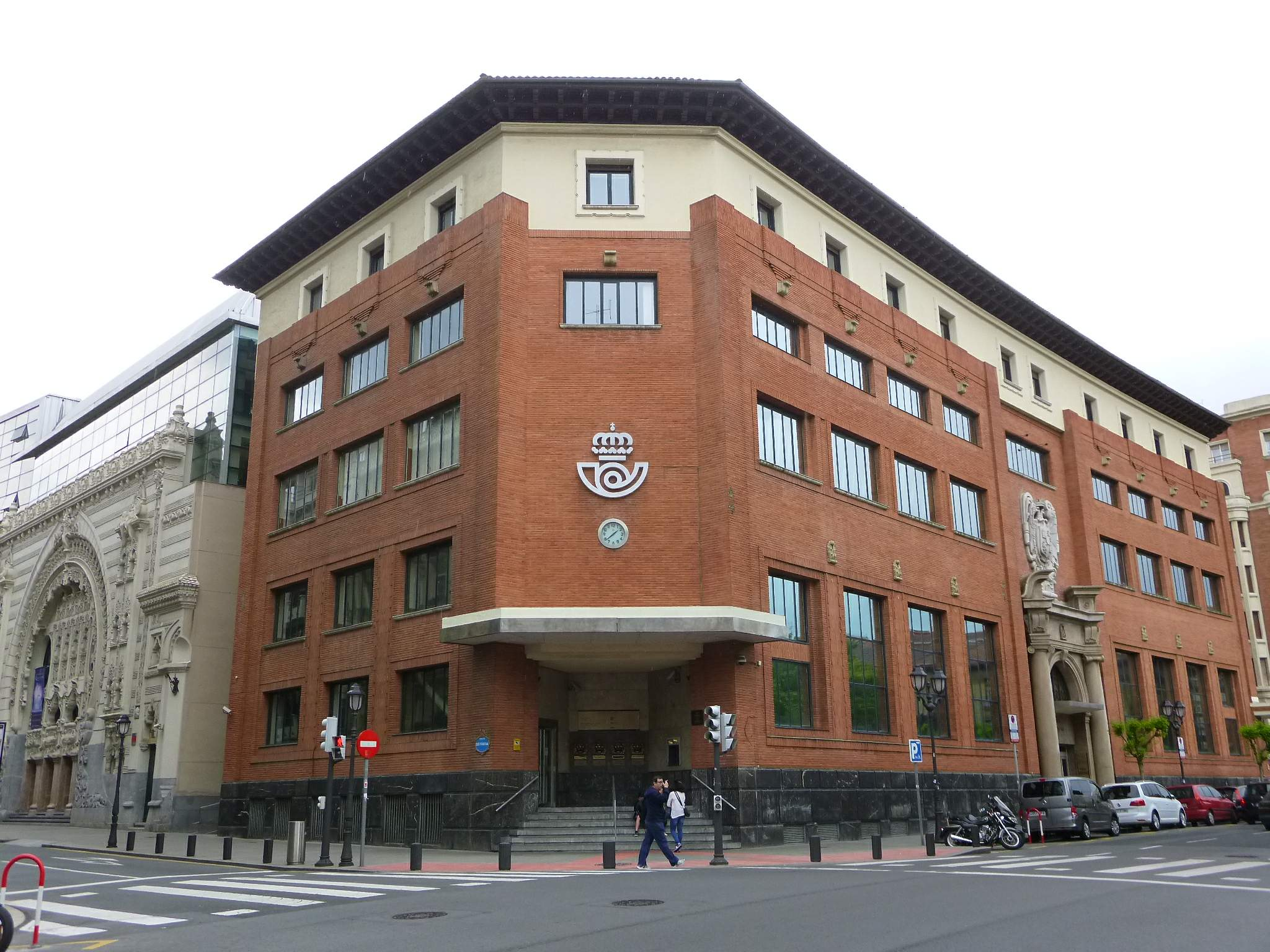
Edificio de Correos y Telégrafos con el teatro Campos Elíseos a su izquierda
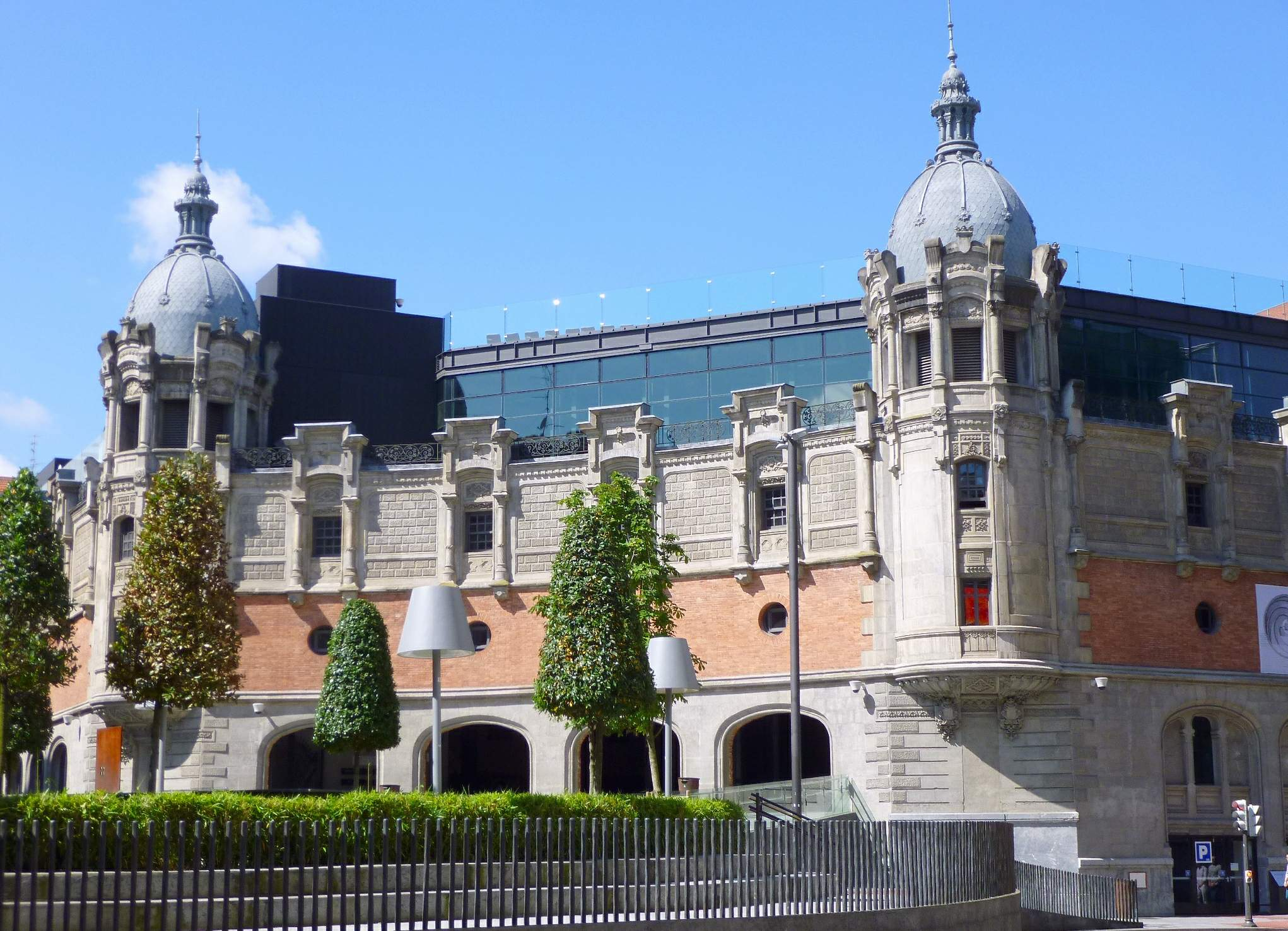
Plaza Arriquibar con La Alhóndiga al fondo
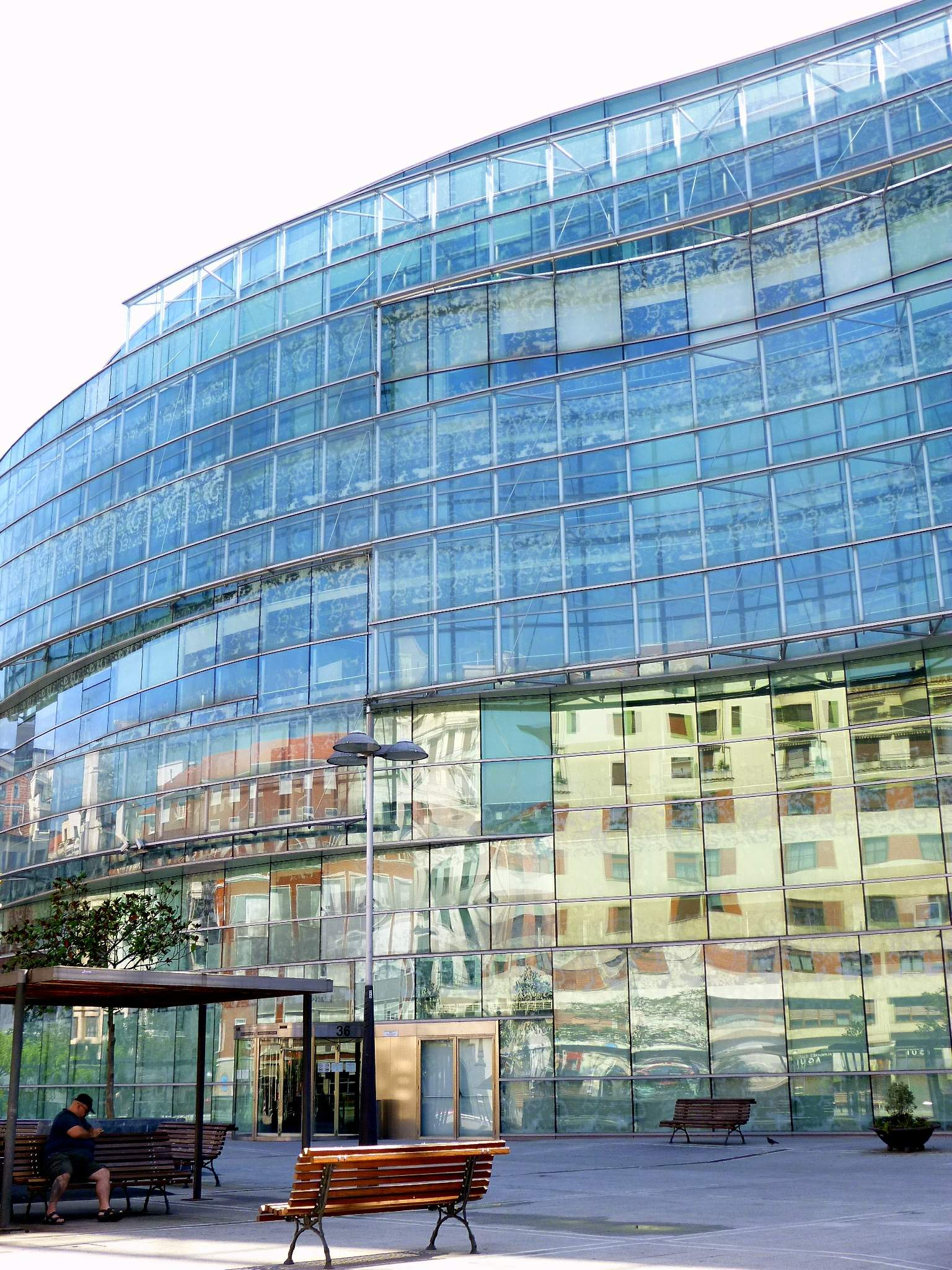
Plaza Bizkaia
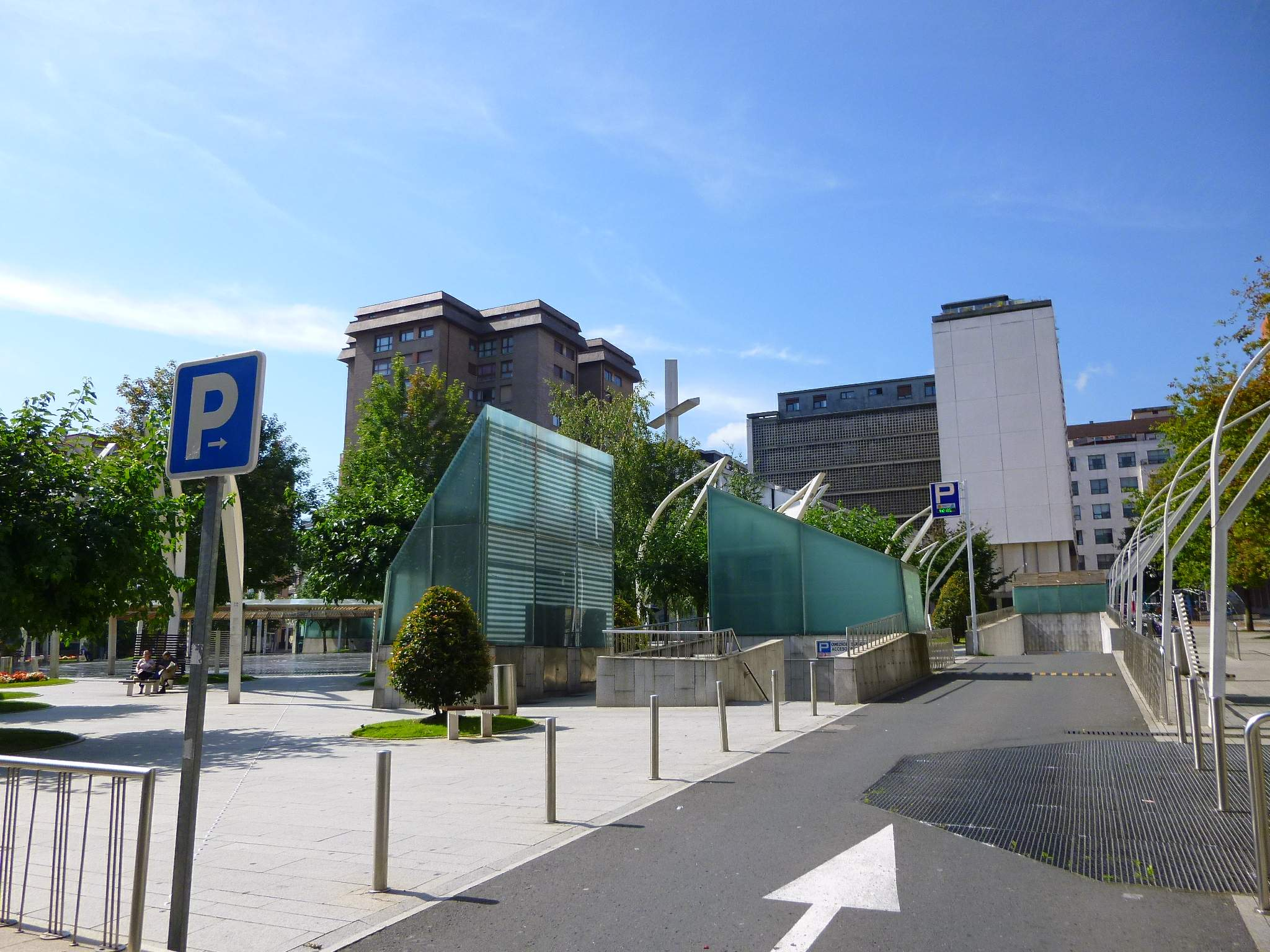
Plaza de Indautxu